# クレオパトラ・テア
クレオパトラ・テア（希: Κλεοπάτρα Θεά、ラテン文字表記：Cleopatra Thea、紀元前164年? - 紀元前121年）は、セレウコス朝シリアの女王（在位：紀元前126年または紀元前125年 - 紀元前121年）。プトレマイオス朝エジプトのプトレマイオス6世とクレオパトラ2世の娘。シリア王アレクサンドロス1世バラス、デメトリオス2世ニカトル、アンティオコス7世シデテスの妻となる。

## 生涯
紀元前150年、セレウコス朝でデメトリオス1世ソテルとアレクサンドロス1世バラスの王位を巡る内戦が発生すると、プトレマイオス6世はバラスを支援し、娘クレオパトラ・テアと結婚させた。バラスとの子がアンティオコス6世ディオニュソスである。
バラスは勝利したものの、まもなくプトレマイオス6世と対立し、テアは離婚した。バラスはデメトリオス2世ニカトル (同1世の子) に敗北し、テアはニカトルと再婚した（紀元前145年）。ニカトルとの子がセレウコス5世フィロメトル、アンティオコス8世グリュポスである。ニカトルがパルティアとの戦闘で捕虜となってから、ニカトルの弟アンティオコス7世シデテスと再婚し、アンティオコス9世キュジケノスをもうけた。
シデテスがパルティアに殺害されてニカトルが復位するものの、反乱が続き、ニカトルは簒奪者アレクサンドロス2世ザビナスの軍に敗走、妻テアの命令で殺害された（紀元前125年）。
テアは女王として権力を掌握し、息子セレウコス5世フィロメトルを即位させるも、対立し殺害した。フィロメトルに続きアンティオコス8世グリュポスを擁立するが、まもなく対立し、毒殺を図って逆に毒殺された（紀元前121年）。

## 子女
最初の夫アレクサンドロス1世バラスとの間に以下の子女をもうけた。
- アンティオコス6世ディオニュソス

2度目の夫デメトリオス2世ニカトル（バラスの対抗者・デメトリオス1世ソテルの子）との間に以下の子女をもうけた。
- セレウコス5世フィロメトル
- アンティオコス8世グリュポス

3度目の夫アンティオコス7世シデテス（ニカトルの弟）との間に以下の子女をもうけた。
- アンティオコス9世キュジケノス